# Pretty. Odd.
Pretty. Odd. é o segundo álbum de estúdio da banda de rock Panic! at the Disco. Lançado em março de 2008 pela Decaydance e pela Fueled by Ramen, foi gravado no Studio at the Palms em Paradise, Nevada, com produção adicional de Rob Mathes no Abbey Road Studios em Londres. Inspirado no pop barroco e nos trabalhos de The Beatles e The Beach Boys, o álbum em estilo de rock psicodélico é bem diferente do antecessor A Fever You Can't Sweat Out (2005), que tem uma grande influência do pop punk.
Para iniciar a gravação do disco, o Panic at the Disco se isolou numa cabana nas montanhas do Mount Charleston, em seu estado natal, Nevada. Os primeiros trabalhos não satisfizeram a banda, que passou todo o inverno reescrevendo o disco. A gravação e a produção foram feitas logo em seguida, e cada música trabalhada até chegar ao nível desejado. As cordas e os sopros foram gravados depois, no Abbey Road Studios. É o único álbum com a participação do baixista Jon Walker e o último com o guitarrista Ryan Ross, que deixaram a banda em 2009.
O disco recebeu crítica mista e foi menos bem sucedido que o álbum anterior - que chegou à certificação de dupla platina -, vendendo 422 mil cópias até 2011. Ele ficou 18 semanas na Billboard 200 e o single "Nine in the Afternoon" ganhou a certificação de ouro pela RIAA. Em 2016, o disco também chegou ao certificado de ouro.

## Antecedentes
O grupo, logo após o sucesso de A Fever You Can't Sweat Out, tirou férias após a turnê mundial e começou a trabalhar em ideias para o próximo disco no começo de 2006. Após um curto tempo unindo ideias para as músicas, a banda mudou-se para uma cabana nas montanhas rurais de Mount Charleston, Nevada, em março de 2007 para começar a compor as letras. Na época, eles esperavam lançar o disco durante o outono, mas ainda não haviam escolhido um produtor. Em abril, quatro músicas estavam prontas e eles planejavam voltar para Los Angeles para continuar a trabalhar no que Ryan Ross chamou de "um conto de fadas moderno com um tom romântico." Antes da volta, Jon Walker disse que o álbum seria similar a um álbum conceitual e que toda a banda estava compondo músicas (todas as faixas do álbum anterior foram escritas por Ryan). "Nearly Witches (Ever Since We Met...)" foi escrita para esse disco, mas não foi incluida por não se encaixar no conceito do álbum. Brendon Urie e Spencer Smith reescreveram partes da música e a colocaram no álbum seguinte, Vices & Virtues (2011).
Ao chegar em Los Angeles em junho de 2007, oito músicas estavam completas e a gravação foi iniciada. Após gravarem as novas faixas e tocarem-nas ao vivo durante o verão, a banda voltou para o seu estúdio em Las Vegas, onde escreveram as músicas de seu primeiro álbum. Rob Mathes, que produziu o cover que eles fizeram de "This Is Halloween", do filme O Estranho Mundo de Jack (1993), foi escolhido produtor do álbum. Por volta de agosto, a banda ficou desinteressada nas músicas já escritas e as descartou. Segundo Ryan Ross, eles escreveram as músicas "apenas com um violão e alguém cantando. Eu acho que nós meio que pulamos a parte de escrever na primeira gravação, e agora estávamos mais atentos a isso. (...) Nós compusemos várias músicas desde que voltamos pra casa e eu considero isso a parte mais divertida." As músicas anteriores foram arquivadas e o grupo começou a gravar o que viria a ser o Pretty. Odd.

## Gravação e produção

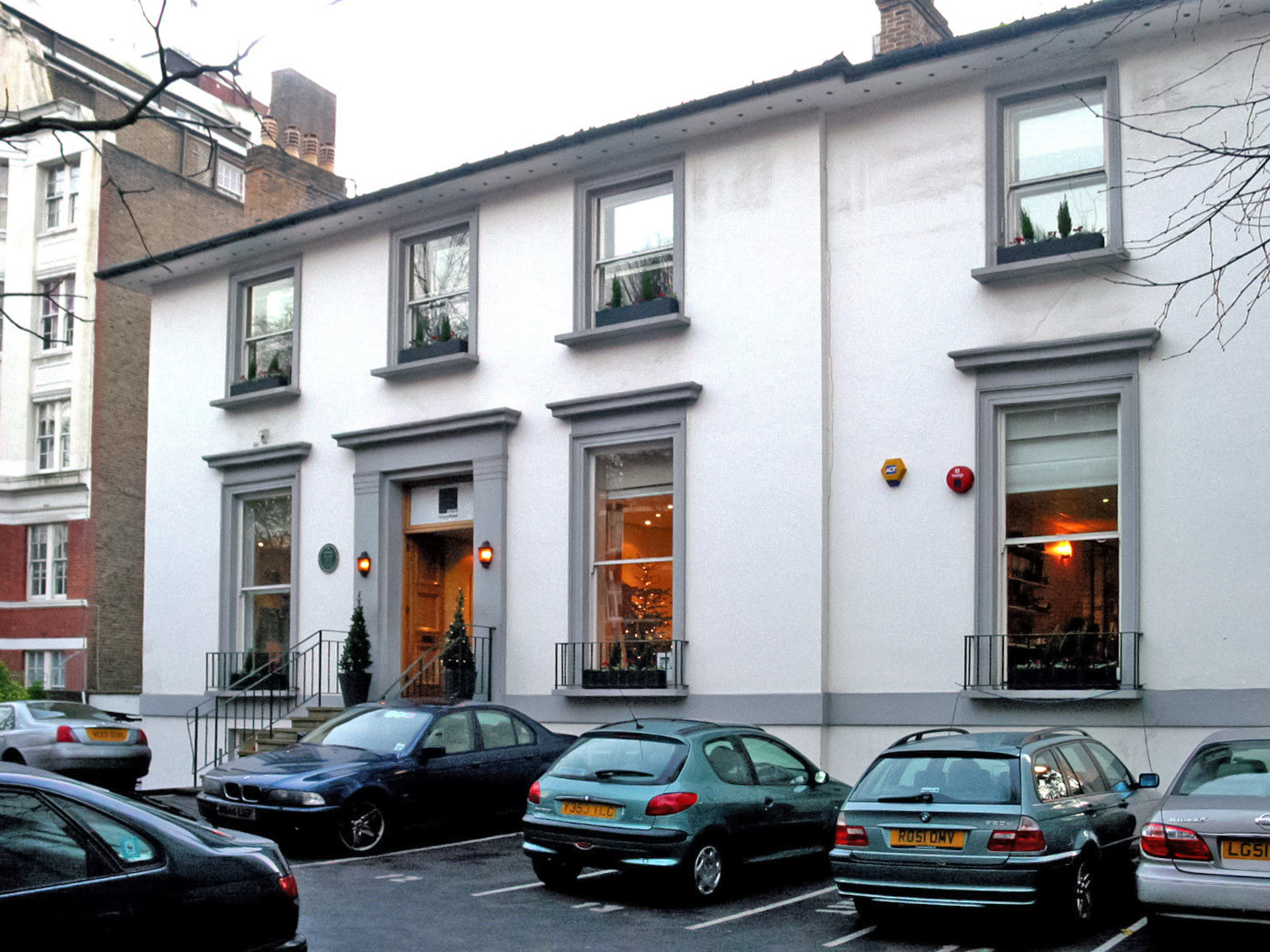
Abbey Road Studios, onde o Pretty. Odd. foi produzido e mixado.

Os trabalhos para o novo álbum continuaram em setembro de 2007. Em um mês, a banda escreveu "seis ou sete músicas" que pareciam muito mais agradáveis para eles, segundo Ross. Em outubro, entraram no estúdio do Palms Casino Resort em Las Vegas para começar a gravação. Ryan se tornou o principal porta-voz do grupo, dizendo à MTV que eles estavam se esforçando para o lançamento, produzindo o álbum para ser mais voltado a uma sonoridade próxima do rock clássico. Eles não se sentiam tão pressionados a conseguir tanto sucesso quanto conseguiram com o primeiro álbum, e portanto fizeram músicas que os deixassem felizes.
A primeira música escrita pro álbum, "Nine in the Afternoon", foi uma das letras salvas da versão descartada do disco. "Nós queríamos uma música que as pessoas viciassem fácil. Ela foi uma das músicas que falavam sobre aquele momento, ela saiu naturalmente em poucas horas. É uma canção divertida, não é pra ser levada a sério", comentou Ryan. Ela foi a inspiração para que a banda fizesse outras músicas animadas, e a partir daí compuseram mais oito músicas em seis semanas, criando algumas outras enquanto estavam no Palms. No fim do ano, o álbum já estava encaminhado para a produção final. Cada faixa pronta foi rapidamente concluída, sendo "Mad as Rabbits" a última a ser gravada.
Em janeiro de 2008, a banda descansou por uma semana em sua cidade natal e partiu para Londres, onde gravaram os sopros e as cordas no lendário Abbey Road Studios, onde eles consideram que "o sonho se tornou realmente verdade." Na capital britânica, o álbum foi mixado por Peter Cobbin. Mathes estava envolvido com a parte instrumental do disco, tocando teclados, piano e bandolim, além de arranjar e conduzir a orquestra para todas as faixas, exceto "Nine in the Afternoon". O wurlitzer de "Mad as Rabbits" foi tocado por Rick Ronick.

## Músicas
A sonoridade do disco foi descrita pela banda como "mais orgânica e madura" do que a de A Fever You Can't Sweat Out, e também involuntariamente e coincidentemente similar às músicas dos The Beatles, tanto nas letras como nas ideias. "Nós gostamos deles, do Rubber Soul até o White Album e tal, mas mesmo antes nós estávamos voltados para essas coisas de elementos teatrais. Não queríamos fazer algo como o Sgt. Pepper's", explicou Ross. A banda nunca teve a intenção de soar nem como The Beach Boys nem como The Beatles, de acordo com Ryan e Walker. "Antes de começarmos a escrever as músicas, estávamos fazendo coisas que eram quase totalmente orquestradas - e isso meio que nos carregou para isso", continua Ross. "Eu acredito mesmo que metade desse disco tem tipo aquela coisa de 'instrumentação fantástica', mas nós só tentamos passar nosso humor para cada música. Em alguns casos, só pensamos: 'temos que fazer isso'." A diferença de idade não teve nenhum efeito negativo na banda, e na verdade os inspirou a ter uma visão mais madura, segundo Urie.
Apesar de não haver um conceito por trás de Pretty. Odd., a banda sabia que queria "fazer algo diferente no sentido de que as músicas não soassem parecidas ou fossem parte de um único gênero, você sabe, só fazer algo diferente. Com esse disco, nós ouvimos várias coisas diferentes também, então isso meio que nos ajudou a aumentar nosso gosto musical." Graças à colaboração com o produtor Rob Mathes, a participação dos membros se tornou confusa. Apesar de a maioria das músicas serem atribuídas a Ryan Ross, a banda inteira colaborou nas faixas, sendo que Urie escreveu duas sozinho e Walker e Smith colaboraram em diversas faixas. O jornal The Washington Post avaliou positivamente a nova sonoridade do Panic: "Tudo é novo, e se velho, vai da instrumentação barroca (o uso de fliscorne), letras (com menos palavras, mais claras) e fraseio vocal (simplificado) à progressão de cordas inspirada em Beatles, melodias, harmonias vocais viciantes e unidas, que também server como um pequeno tributo a Brian Wilson." As letras misturam romances destruídos a aforismos neopsicodélicos.
"Nine in the Afternoon" recebeu críticas positivas e os críticos perceberam a grande mudança entre o primeiro álbum o esse. James Montgomery da MTV achou a música similar  ao álbum Music from Big Pink do The Band e chamou o single "Northern Downpour" de um reminiscente das "faixas descartadas do Abbey Road". "When the Day Met the Night", a oitava faixa, foi altamente louvada pelas publicações de música. A Spin a considerou como peça central do disco, chamando-a de "uma música pop alegre que brilha como o sol" e um rígido contraste com o "embaraçoso" A Fever You Can't Sweat Out. A Gigwise chamou a música de "a faixa que todo mundo vai querer ouvir ao vivo" e notou que "o baixo e o glorioso crescendo baseado nas cordas são os mesmo da era Pet Sounds do Beach Boys." A National Public Radio comentou que o Pretty. Odd. é um "experimento entre pop psicodélico, vaudeville e instrumentação não usual."

## Marketing
Toda a campanha de marketing de Pretty. Odd. foi baseada praticamente em marketing viral. Segundo o baterista Spencer, a intenção original da banda era de lançar um single durante o Natal de 2007 e o álbum em fevereiro do ano seguinte. A banda começou a promover o álbum em novembro de 2007, com um trecho de "Nine in the Afternoon" tocado no episódio "Cautionary Tales" de Heroes. Em 12 de dezembro, eles lançaram um enigma no MySpace, que continha um link para o site da banda e a misteriosa mensagem "And so it begins..." (e assim isso começa). No site, havia a legenda "You don't have to worry..." (você não tem que se preocupar...). A ideia de ir soltando pistas - que incluíam o nome do álbum, a capa e o primeiro single -, segundo o empresário Bob McLynn, surgiu enquanto os membros estavam bêbados e gravando o disco.
"Nine in the Afternoon" foi lançada pelo enigma em 14 de dezembro. Foi revelado que as mensagens originais eram parte da letra da faixa de abertura "We're So Starving", que foi lançada também no MySpace em 2 de janeiro de 2008. Até ser excluída no fim do dia, a demo foi ouvida 45 mil vezes. O nome do disco apareceu como pista durante a gravação do clipe de "Nine in the Afternoon" em 22 de dezembro, onde cada membro da banda aparecia com uma faixa escrita Pretty. Odd. O título foi oficialmente revelado em 9 de janeiro de 2008. Na mesma data, a banda revelou um novo logo, retirando o ponto de exclamação, o que foi considerado uma ofensa pelos fãs. Em abril de 2008, foi lançado um curta chamado Panic at the Disco in: American Valley para promover o álbum.

## Capa e| título
Toda a direção de arte de Pretty. Odd. foi chefiada por Alex Kirzhner, inspirado nas ideias da banda. O encarte, que possui as letras de todas as músicas, foi ilustrado pelo designer gráfico Connie Makita e a maioria das outras ilustrações foram feitas por Kirzhner e Tanapan "Bang" Puangpakdee. A capa foi revelada no site oficial da banda em 23 de janeiro de 2008. Ela consiste em pinturas de flores e borboletas, que a Slant chamou de tributo aos Beach Boys. A versão deluxe em vinil foi indicada a Melhor Box ou Edição Limitada no Grammy Awards de 2009, mas perdeu para o In Rainbows (2007) do Radiohead.
O título do álbum, Pretty. Odd., foi criado aleatoriamente durante as gravações e o nome pegou. "Apenas aconteceu numa noite. Nós estávamos trabalhando numa nova música e nem estávamos falando de nomes pro álbum, mas foi apenas algo que eu escrevi e trouxe pros caras", explicou Ross. "Tipo, Pretty. Odd. (em tradução livre, Muito. Estranho.). Eles todos gostaram, isso foi há alguns meses, então apenas mantivemos desde então." Smith comentou que achou "mais divertido" com a pontuação no nome. Enquanto isso, a falta de pontuação no nome da banda ofendeu os fãs e trouxe uma grande cobertura da imprensa. Geraldine Woods comparou a pontuação a e.e. cummings e considerou uma "revolução para as pessoas criativas."

## Lançamento
Pretty. Odd. foi lançado entre 21 e 29 de março de 2008 no mundo inteiro (datas exatas estão no box lateral). O álbum chegou ao segundo lugar na Billboard 200 nos Estados Unidos, com 54 mil cópias vendidas no primeiro dia e 139 mil na primeira semana. Foi a maior vendagem em uma semana da banda até então, batendo o recorde de A Fever You Can't Sweat Out, que vendeu 45 mil cópias durante o inverno de 2006. O disco também entrou nas paradas de "Álbuns Alternativos de Agora" e chegou ao número 2 nos "Álbuns Digitais", sendo que esse último contabilizou 26% das vendas totais. As vendas online foram importantes para o rápido sucesso de Pretty. Odd.. Como a ITunes Store permitia que os usuários comprassem álbuns dois meses antes de seu lançamento, ele já havia vendido 8 mil cópias no dia antes de ser lançado. Por volta de maio, já haviam sido vendidas 235.280 cópias de acordo com o Nielsen SoundScan. Em junho, eram mais de 500 mil cópias vendidas online.
O álbum também chegou a segundo no Reino Unido. No entanto, as vendas semanais rapidamente caíram e o álbum passou para o décimo primeiro lugar na semana seguinte, ficando por seis semanas no top 100. No Canadá e no México, ele também chegou ao segundo lugar. Na Nova Zelândia, Áustria e Irlanda, o disco chegou ao top 10. Na Austrália, ele conquistou o primeiro lugar. Em países como Suécia e França, ele teve pouco sucesso comercial, mas chegou ao top 40. Ele logo chegou a ouro no Reino Unido e em 2016 conquistou ouro nos Estados Unidos.
Apesar de ter sido comercialmente viável e ouro certificado, ele não conseguiu bater os recordes de vendas de A Fever You Can't Sweat Out. Pretty. Odd. teve vendagem relativamente pequena quando comparado ao seu antecessor, que ganhou certificado platina em alguns meses. "É realmente difícil julgar os álbuns baseados em suas vendas, sabe?", disse Ross à MTV News. "Nós olhamos para elas, e nem mesmo sabemos o que elas significam. Tudo que podemos fazer é continuar (na Honda Civic Tour) e ver que as pessoas estão ouvindo o novo material, e só assim dizer se as coisas estão indo bem ou não." "É uma época complicada para a música, é difícil dizer como estamos, e tudo que você costumava falar da sua banda meio que acabou. Então como você se percebe mudou", comentou Spencer. "Felizmente para nós, bandas de rock sempre foram de tocar ao vivo, (o que é) bom para nós, porque somos uma banda de verdade que toca os próprios instrumentos, então amamos fazer isso. E felizmente isso sempre estará lá, porque você não pode baixar o ingresso do show."

## Recepção
| Críticas profissionais | Críticas profissionais                |
| Avaliações da crítica  | Avaliações da crítica                 |
| Fonte                  | Avaliação                             |
| ---------------------- | ------------------------------------- |
| AllMusic               | 4 de 5 estrelas.                      |
| The A.V. Club          | B-                                    |
| Entertainment Weekly   | B+                                    |
| Mojo                   | 2 de 5 estrelas.                      |
| NME                    | 7/10                                  |
| Q                      | 3 de 5 estrelas.                      |
| Rolling Stone          | 3.5 de 5 estrelas.                    |
| Spin                   | 4 de 5 estrelas.                      |
| Uncut                  | 4 de 5 estrelas.                      |
| USA Today              | 3 de 4 estrelas.                      |
| AbsolutePunk.net       | 74%                                   |
| Digital Spy            | Por favor, especifique uma avaliação. |
| Blender                | 4 de 5 estrelas.                      |

Pretty. Odd. gerou confusão entre os fãs e recebeu crítica mista, tanto que em 2011 a Rolling Stone o chamou de uma das mudanças de estilo de banda mais ousados do rock. No Metacritic, ele possui 70 de 100 pontos, baseado na avialiação de 22 críticos populares, indicando "geralmente críticas favoráveis". Das avaliações originais, Spin foi a mais favorável: "Pretty. Odd. dá vida ao título porque ousa ser bonito e otimista numa época em que a tristeza e a feiura têm mais credibilidade." Billboard também foi positiva, chamando o disco de "15 faixas de sons de bateria, sinfonias e harmonias vocais vivas e bem vindas." Time considerou as músicas mais inteligentes e produzia mais excitação pelos próximos trabalhos da banda: "Não está claro para onde a banda vai agora, mas a jornada se tornou muito mais interessante." A revista NME viu no álbum uma luz positiva, chamando-o de "vitória para a ambição artística acima da carreira cínica" e "um dos melhores álbums de pop psicodélico do ano."
O Alternative Press chamou o álbum de ambicioso, enquanto o Blender viu várias músicas como maravilhosas. Rob Sheffield da Rolling Stone concordou com a última avaliação, considerando as músicas como "quase sempre lindas", completando a revisão menos impressionada com "mesmo quando está no auge, basicamente sempre, Pretty. Odd. soa alegre." Leah Greenblatt do Entertainment Weekly chamou o álbum de "more pretty than odd" (mais bonito do que estranho), considerando-o um "álbum para se ouvir com fones de ouvido, uma densa e gostosa camada de bolo de ideias e instrumentação que pode alienar os fãs jovens." Aaron Burgess, do The A.V. Club afirmou que o disco merece "muito mais do que uma ouvida casual", louvando a orquestração barroca com harmonias em multicamadas. Paul Schrodt do Slant Magazine dispensou o disco como genérico, mas elogiou o "uso exuberante" de elementos contagiantes do pop.
A Mojo, levando em conta a idade dos integrantes da banda, chamou o disco de "muito clínico e calculista." A britânica Q expressou o mesmo sentimento: "ultimamente, você fica esperando que o Panic at the Disco fale mais sobre sua geração, em vez de ficar imitando a de seus pais." O The New York Times chamou o disco de "muito elaborado" e uma "mudança corajosa", mas resumiu em palavras pouco gentis: "devido a todo o seu trabalho, Pretty. Odd. aparece como rebuscado e arrogante, mais estudado do que exuberante." The Village Voice o considerou fervoroso e triunfante, mas criticou a narrativa abrangente "difícil de entender." Uncut afirmou que o álbum "tentou muito ser fora do normal", mas elogiou a evolução artística da banda.
James Montgomery da MTV News descreveu o Pretty. Odd. em uma revisão como muito negligenciado, escrevendo que "me dê essa década... nós podemos ter outro Pinkerton em nossas mãos", se referindo ao álbum do Weezer que recebeu crítica mista ao ser lançado mas depois foi considerado um clássico.

## Turnê

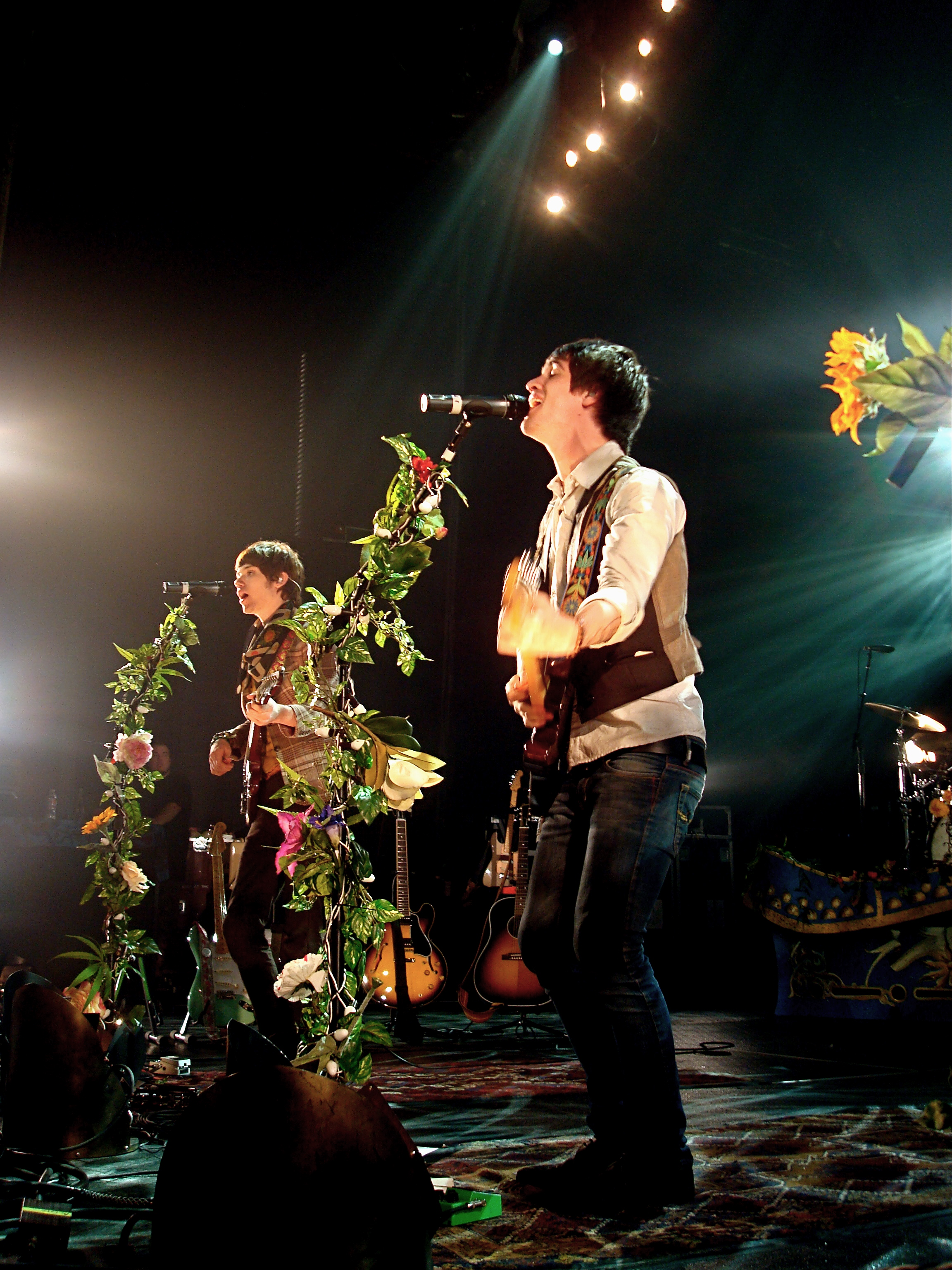
Urie e Ross durante a turnê do Pretty. Odd., em abril de 2008

A banda anunciou que seriam a atração principal do Honda Civic Tour em janeiro de 2008, o que ocupou a maior parte do começo da turnê do álbum. As bandas Motion City Soundtrack, The Hush Sound e Phantom Planet fizeram a abertura da turnê na América do Norte entre 10 de abril e 14 de julho. Entre outubro e novembro, a abertura foi feita por Dashboard Confessional e The Cab durante a Rock Band Live Tour, para promover o videogame Rock Band 2.
Como esperado ou previsto por várias publicações musicais, o Panic at the Disco adotou um estilo diferente para a turnê de suporte ao Pretty. Odd., em contraste com os palcos escuros e com elementos de circo do disco anterior. Cada show continha "peças de madeira, projeções de flora e fauna, e o microfone ficava enrolado em luzes e flores", e cada membro possuia um figurino especial. Sobre a natureza teatral da turnê de A Fever You Can't Sweat Out, Brendon Urie comentou que "nós fizemos isso e foi muito divertido, mas agora eu acho que nós queríamos algo mais íntimo, mais pessoal, e reduzimos o exagero um pouco." Ryan Ross explicou que "é mais sobre ter conexão com a audiência e ver o que acontece a cada noite. Não é como se tivéssemos um roteiro ou algo pré-planejado. Isso deixa tudo mais excitante para nós, e menos monótono a cada noite." Em 2 de dezembro de 2008, foi lançado o álbum ...Live in Chicago, que foi gravado em Chicago durante a Honda Civic Tour. Ele possuia um DVD extra com fotos da turnê, todos os videoclipes das músicas do disco e também os vídeos feitos durante a gravação dos discos e no camarim dos shows, o curta Panic at the Disco in: American Valley e o documentário baseado na turnê, All in a Day's.
A turnê do Pretty. Odd. também foi marcada pelo grande esforço para ser ecologicamente consciente. Durante ela, a banda trabalhou com duas ONGs ecológicas: Reverb, que facilitou uma turnê amigável ao meio ambiente; e Global Inheritance, que tenta inspirar mais ativismo pelo ambiente. Em uma entrevista em 2008, Ryan revelou que a banda estava viajando num ônibus a biodiesel, reutilizando plástico e reciclando mais nos camarins. Eles chegaram até mesmo a imprimir os folhetos dos shows em papel reciclado, com tinta de soja, e organizar uma "competição ecológica", onde a renda dos shows ia diretamente para as organizações ambientais.

## Faixas
| Pretty. Odd. – Edição padrão |                                               |                                               |         |  |
| N.º                          | Título                                        | Compositor(es)                                | Duração |  |
| 1.                           | "We're So Starving"                           | Ryan Ross                                     | 1:21    |  |
| 2.                           | "Nine in the Afternoon"                       | Ross, Jon Walker, Brendon Urie, Spencer Smith | 3:11    |  |
| 3.                           | "She's a Handsome Woman"                      | Ross, Walker                                  | 3:12    |  |
| 4.                           | "Do You Know What I'm Seeing?"                | Ross, Walker, Urie, Smith                     | 4:14    |  |
| 5.                           | "That Green Gentleman (Things Have Changed)"  | Ross, Walker, Urie, Smith                     | 3:15    |  |
| 6.                           | "I Have Friends In Holy Spaces"               | Urie                                          | 1:56    |  |
| 7.                           | "Northern Downpour"                           | Ross, Walker                                  | 4:07    |  |
| 8.                           | "When the Day Met the Night"                  | Ross                                          | 4:53    |  |
| 9.                           | "Pas de Cheval"                               | Ross                                          | 2:39    |  |
| 10.                          | "The Piano Knows Something I Don't Know"      | Ross, Walker, Smith                           | 3:43    |  |
| 11.                          | "Behind the Sea"                              | Ross                                          | 3:33    |  |
| 12.                          | "Folkin' Around"                              | Urie                                          | 1:55    |  |
| 13.                          | "She Had the World"                           | Ross                                          | 3:47    |  |
| 14.                          | "From a Mountain In the Middle of the Cabins" | Ross                                          | 3:02    |  |
| 15.                          | "Mad as Rabbits"                              | Ross, Walker, Urie                            | 3:48    |  |
| Duração total:               | Duração total:                                | Duração total:                                | 48:46   |  |

| Pretty. Odd. – Edição padrão do iTunes |                                     |         |  |
| N.º                                    | Título                              | Duração |  |
| 16.                                    | "Nine In the Afternoon" (Radio Mix) | 3:12    |  |
| Duração total:                         | Duração total:                      | 48:30   |  |

| Pretty. Odd. – Edição deluxe do iTunes |                                       |         |  |
| N.º                                    | Título                                | Duração |  |
| 16.                                    | "Nine In the Afternoon" (radio mix)   | 3:12    |  |
| 17.                                    | "Nine In the Afternoon" (videoclipe)  | 3:17    |  |
| 18.                                    | "Behind the Sea" (versão alternativa) | 3:23    |  |
| 19.                                    | "Mad As Rabbits" (videoclipe)         | 3:48    |  |
| Duração total:                         | Duração total:                        | 58:18   |  |

| Pretty. Odd. – Edição japonesa |                                                     |         |  |
| N.º                            | Título                                              | Duração |  |
| 16.                            | "Do You Know What I'm Seeing?" (versão alternativa) | 3:57    |  |
| Duração total:                 | Duração total:                                      | 49:15   |  |

## Ficha técnica

### Músicos

#### Panic at the Disco
- Ryan Ross – guitarra, vocais, gaita, teclado, piano
- Brendon Urie – vocais, violão, piano, teclado, órgão, cravo, ukulele, baixo
- Jon Walker – baixo, violão, backing vocals
- Spencer Smith – bateria, percussão, backing vocals

#### Músicos adicionais
- Michael Davis – trombone
- Isobel Griffiths – contratante de orquestra
- Tony Kadleck – trompete
- Jeff Kievit – fliscorne, trompete piccolo, trompete
- Peter Lale – viola
- Chris Laurence – contrabaixo
- David Andrew Mann – clarinete, sax alto
- Hearth Rob Mathes – guitarras adicionais, teclados, bandolim, piano, arranjos orquestrais
- Perry Montague-Mason – violino
- Sandra Park – contratante de cordas, maestro
- Tony Pleeth – violoncelo
- Eric Ronick - wurlitzer (em "Mad as Rabbits")
- Roger Rosemberg – sax barítono
- Andy Snitzer – sax tenor
- Warren Zielinski – violino

### Produção
- Jonathan Allen – engenharia de áudio
- Alex Venguer – engenharia de áudio
- Claudius Mittendorfer – engenharia de áudio
- Wayne Warnecke – engenharia de áudio
- Mark Gray – assistente de engenharia
- Lewis Jones – assistente de engenharia
- Peter Cobbin – mixagem
- Peter Hutchings – assistente de mixagem
- Richard Lancaster – assistente de mixagem
- Scott Hull – masterização
- Anthony Franco – estilista
- Alex Kirzhner – direção de arte, diretor criativo, ilustrações
- Connie Makita – ilustrações
- Tanapan "Bang" Puangpakdee – ilustrações
- Jennifer Tzar – fotografia
- Anne Declemente – A&R
- Pete Wentz – A&R
- Rob Mathes – produção

## Paradas musicais
| Parada Musical (2009)          | Melhor posição |
| ------------------------------ | -------------- |
| Austrália (ARIA Albums Chart)  | 1              |
| Áustria                        | 5              |
| Bélgica                        | 34             |
| Brasil                         | 2              |
| Dinamarca                      | 38             |
| Escócia                        | 2              |
| Estados Unidos (Billboard 200) | 2              |
| Finlândia                      | 17             |
| França                         | 58             |
| Japão                          | 18             |
| México                         | 65             |
| Nova Zelândia                  | 5              |
| Países Baixos                  | 41             |
| Reino Unido - UK Albums Chart  | 2              |
| Suécia                         | 45             |
| Suíça                          | 71             |

## Certificações
| Região                | Certificação | Vendas   |
| --------------------- | ------------ | -------- |
| Estados Unidos (RIAA) | Ouro         | +422.000 |
| Reino Unido (BPI)     | Ouro         | +100.000 |